# Mission Dracula
Mission Dracula (Les Aventures de Vick et Vicky : Mission Dracula, Bruno Bertin, 2008, France) est le quatorzième album de bande dessinée des Aventures de Vick et Vicky.

## Synopsis

### 1repartie:Mission Dracula
Avec l'entrée de la Roumanie dans l'Union Européenne, Angelino propose à ses amis de rencontrer son correspondant roumain qui habite Sibiu.

### 2departie:Les anecdotes de Vicky et Vicky
1. Fais-moi un signe
2. La Grande Lessive
3. Le Gâteau d'anniversaire

## Personnages
Héros principaux
- Vick : tantôt de bonne ou de mauvaise humeur, c'est le héros de la série et le chef de la bande. Il habite Rennes.
- Vicky : chien de Vick, désigné mascotte de la patrouille des Loups Blancs, Vicky est un personnage important dans les aventures. Il aide régulièrement les enfants à se sortir de situations difficiles.

Scouts de la patrouille des Loups Blancs
- Marc
- Angelino
- Marine : elle réalise son rêve de participer aux fouilles archéologiques qui ont lieu dans les Carpates en Transylvanie, au pied même du célèbre château de Bran.

Personnages de l'histoire
- Alin Tzara : correspondant Roumain d'Angelino
- Monsieur Costin : le chauffeur
- Cristian : cousin d'Alin, il tient une boutique de souvenirs.
- Monsieur Tomescu : archéologue
- Andrei : assistant de Monsieur Tomescu
- Le Professeur Georges : dans Les Archanges du Mont-Saint-Michel, il veut tuer les enfants.
- Éric : assistant et frère du Pr Georges

## Lieux visités
Les jeunes détectives se rendent en Roumanie.
- La Roumanie fut créée au XIXe siècle. Son territoire actuel est l'adjonction d'anciennes principautés médiévales comme la Valachie, la Moldavie et la Transylvanie. Sa capitale est Bucarest. Avec une superficie de 237500 km2, la Roumanie compte environ 22 millions d'habitants. Elle est entrée dans l'Union Européenne le 1er janvier 2007.
- On voit l'aéroport de Bucarest-Henri-Coandă.
- Sibiu : les héros sont hébergés chez Alin qui habite Sibiu. Ce jeune Roumain leur fait découvrir sa ville, sa grande place avec son église du XVIIIe siècle, la Tour du Conseil du XIVe siècle, à côté du pont des mensonges, le musée d'histoire, les tours de défense du château médiéval bâties par les manufacturiers dans les rues de la cité.
- Le Château de Bran : ce monument national situé près de brasov en Transylvanie sur la frontière avec la Valachie est un grand lieu touristique en Roumanie. Construit par les chevaliers teutoniques au début du XIIIe siècle, ce château avait pour vocation de contrôler une route commerciale stratégique importante : la passe Rucar-Bran. Dans les années 1950, le château est transformé en musée national, puis en mai 2006, il est restitué à son propriétaire Dominique de Habsbourg, le petit-fils de la reine Marie. En janvier 2007, la famille Habsbourg le met en vente pour 60 millions d'euros.

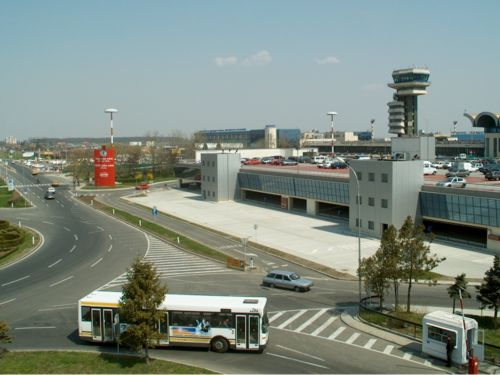
L'aéroport international Henri-Coandă
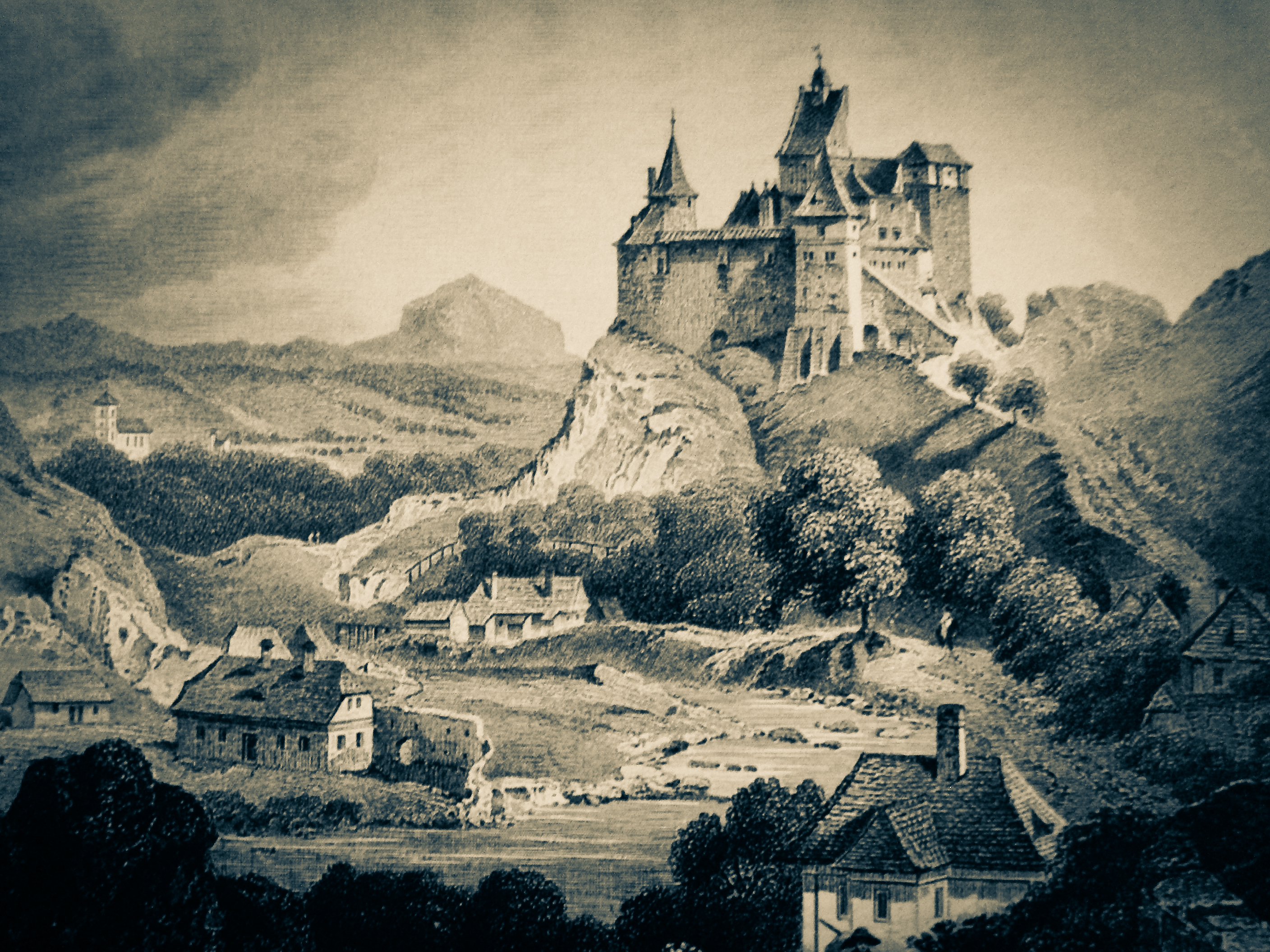
Le château de Bran, lithographie de Ludwig Rohbock.
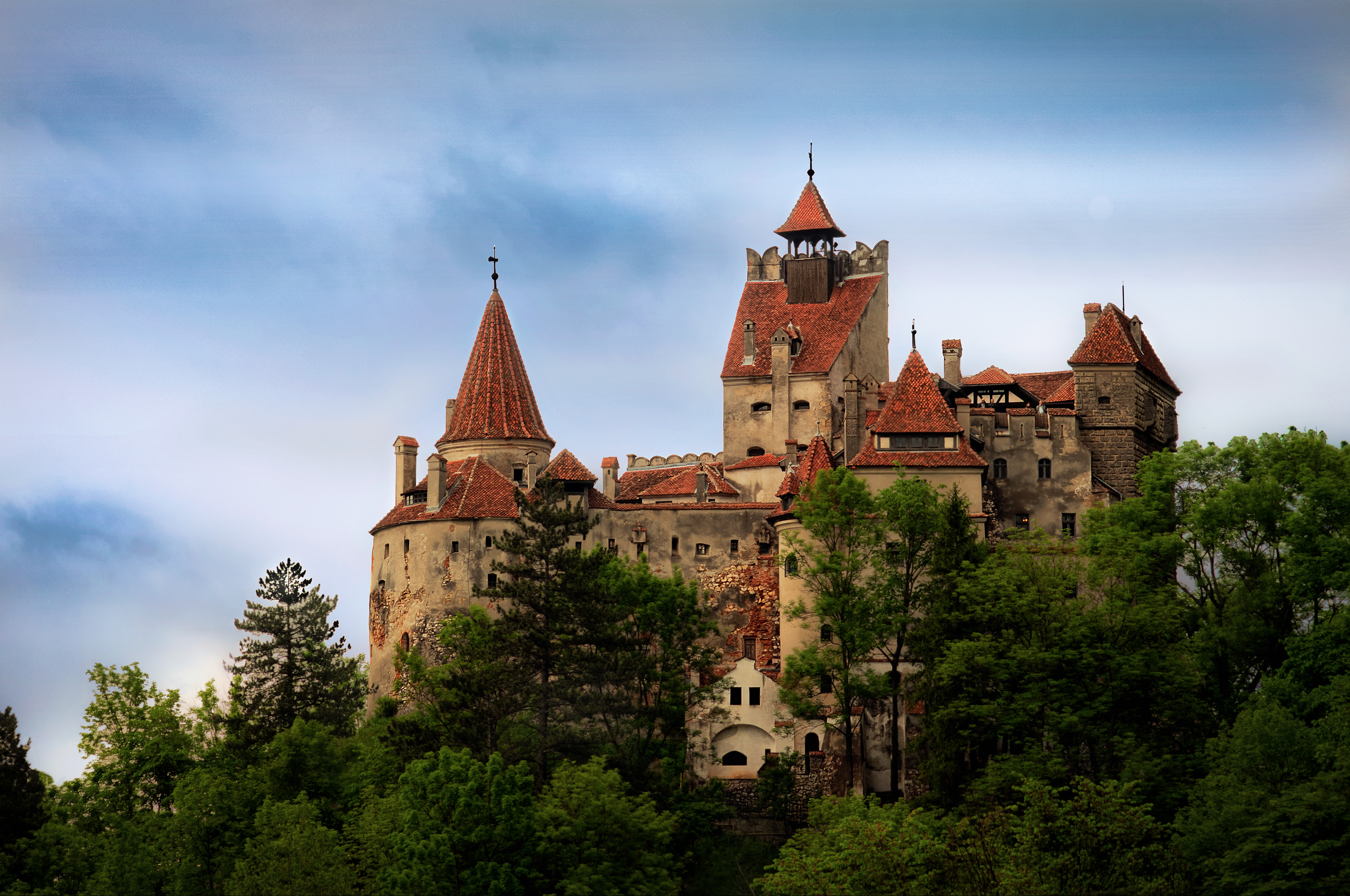
Le château de Bran

## Autour de l'œuvre
Dans cet album, on voit les parents d'Angelino et on découvre son nom complet : Angelino Pompetti.
L'auteur Bruno Bertin raconte la genèse de l'album : « En 2004, Marcelle Robin m'a demandé si j'étais intéressé de faire partager ma passion du dessin et de la BD aux jeunes Roumains. Ce pays m'a toujours fasciné, et j'ai accepté l'invitation de l'association Solidarité 35 Roumanie pour présenter mon métier pendant une semaine dans les écoles de Sibiu et de sa région. Grâce à l'hospitalité de mes hôtes, j'ai pu découvrir certains lieux afin de préparer une aventure que mes héros Vick et Vicky feront vivre à leurs lecteurs ».
L'histoire évoque Vlad III l'Empaleur.
En référence à l'album Mission Dracula, Bruno Bertin a illustré les couvertures de deux magazines :
- Feu de camp : la revue des éclaireurs de France no 15 (octobre-novembre-décembre 2008) : on y voit Vick, Vicky, Marc, Angelino et Marine devant le château de Bran.
- Noroc : bulletin d'information de Solidarité 35 Roumanie no 21 (décembre 2008)

Les trois histoires courtes à la fin de l'album sont parues dans la revue Feu de camp entre 2006 et 2008. Elles seront reprises dans le tome 19 : De gag en gags ! Le Gâteau d'anniversaire deviendra L'Anniversaire.

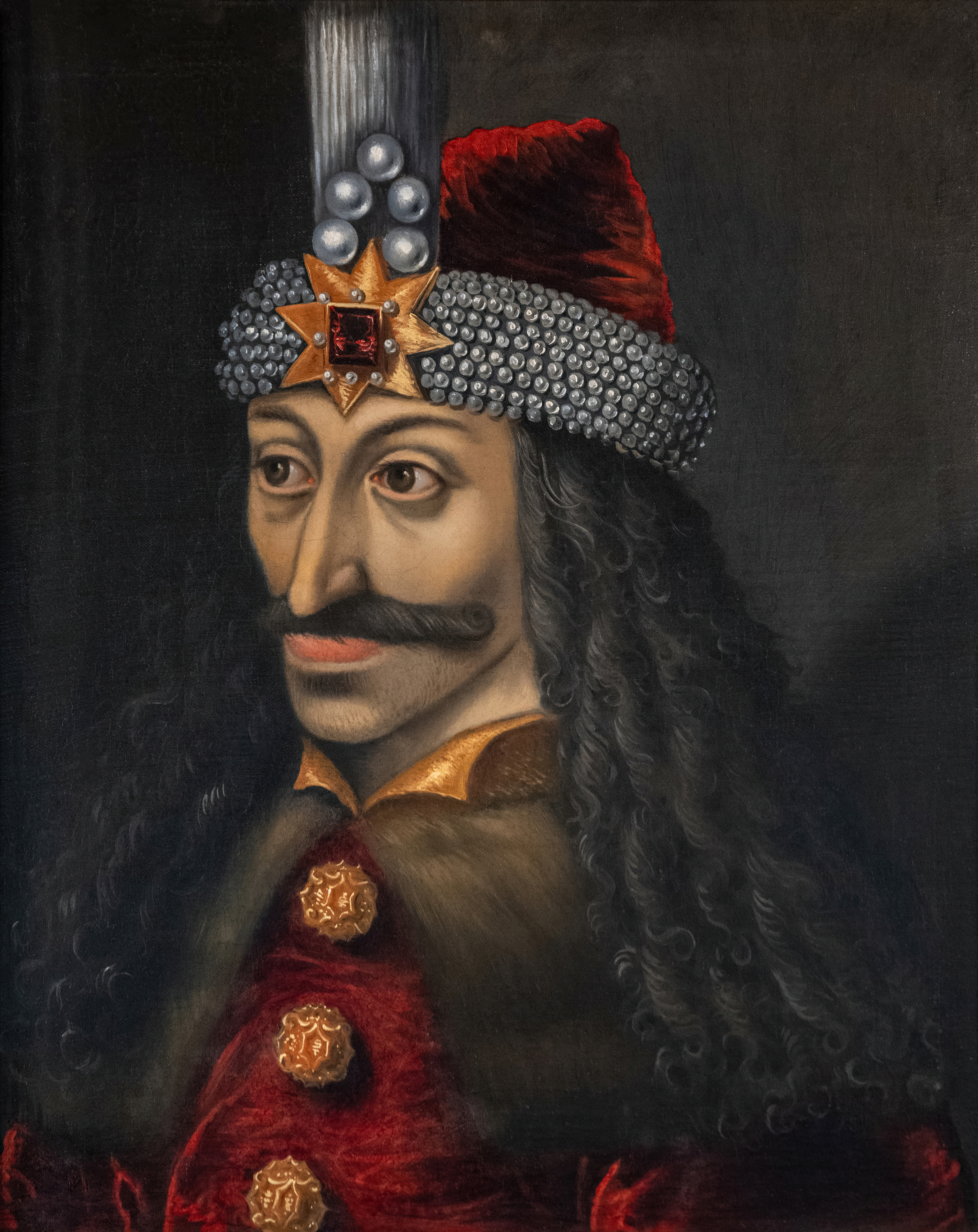
Portrait de Vlad Țepeș datant du XVe siècle. Exposé au château d'Ambras (Autriche).
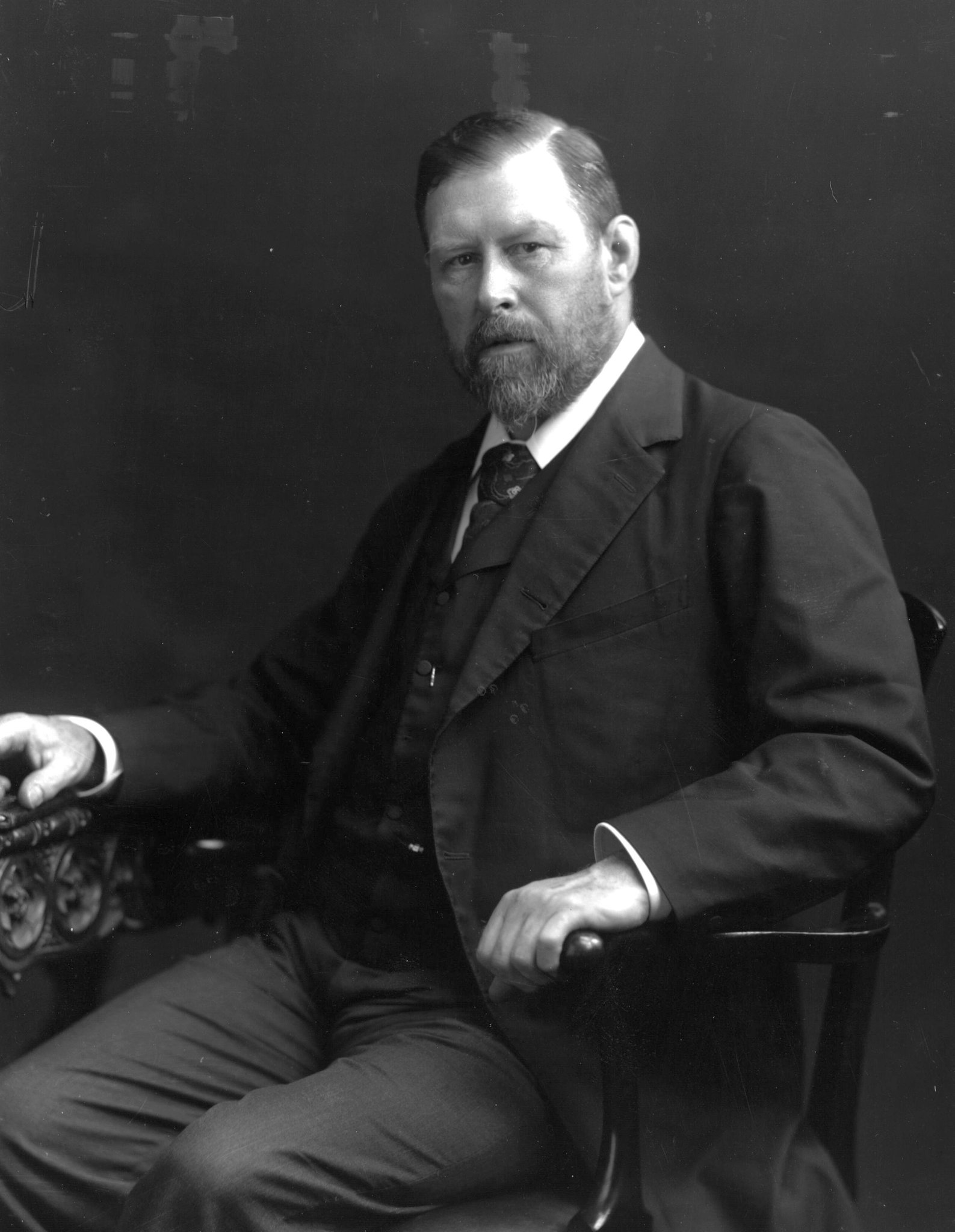
Bram Stoker (1847-1912), romancier né en Irlande, auteur de Dracula.
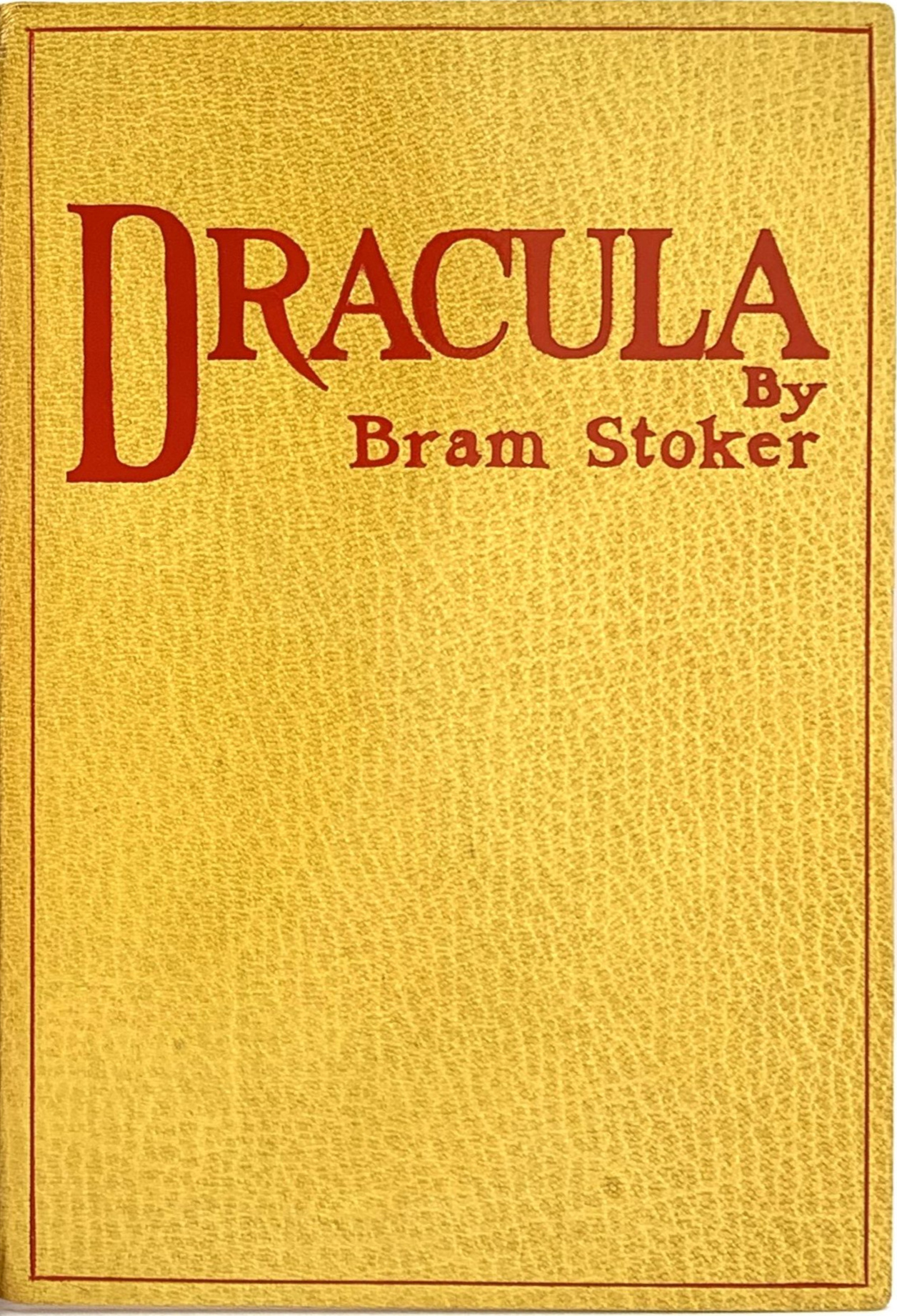
Première édition de Dracula, 1897.